# Арман-Сезарі
«Арман-Сезарі» (фр. Stade Armand-Cesari) — багатоцільовий стадіон у Фуріані, Франція, домашня арена ФК «Бастія».
Стадіон відкритий 1932 року. У 1994 розширювався та перебудовувався. 2011 року перебудовано конструкції трибун, в результаті чого потужність становить 16 480 глядачів.